# 強滿
強滿（1439年—？），字克謙，福建福州府侯官縣人，民籍。明朝政治人物。同進士出身。

## 生平
成化七年，舉辛卯科福建乡试七十八名。成化八年，登壬辰科三甲119名進士，授江西永丰县知县，官至参政。

## 家族
曾祖父強伯嘉。祖父強澤。父亲強同生。